# 2874 Jim Young
A 2874 Jim Young (ideiglenes jelöléssel 1982 TH) a Naprendszer kisbolygóövében található aszteroida. Edward L. G. Bowell fedezte fel 1982. október 13-án.